# オートレースNo.1決定戦
オートレースNo.1決定戦（オートレース ナンバーワン けっていせん）とは、オートレースの競走の1つで2020年に「オートレース発祥70周年」を記念して行われた企画レースである。
2021年は、「オートレース発祥記念レース」として実施された。

## 概要
1950年10月29日、船橋オートレース場で開催されたオートレースは、2020年に発祥70周年を迎えた。
オートレース発祥70周年を記念して、オートレース発祥70周年特設サイトオープンに併せて企画レース『オートレースNo.1決定戦』の開催を発表した。
各レース場のランク上位8選手によるトライアル戦（予選）を当年前期GIの初日に実施。各トライアル戦1着5名及び2着3名（当年度前期適用ランク上位者）が、「オートレースNo.1決定戦」へ出場する。
開催初日、第12レースに実施される。
当初は、オートレース発祥70周年記念の企画レースだったが、2021年4月8日に公益財団法人JKAより引き続き開催されることが発表された。

## 出場選手選抜方法

### 対象選手
- 2021年の対象選手は、下記の各オートレース場所属ランク（2021年度前期適用ランク）上位8名

| ランク | 選手名     | 期別 |
| ------ | ---------- | ---- |
| S-1    | 青山周平   | 31期 |
| S-3    | 早川清太郎 | 29期 |
| S-10   | 高橋貢     | 22期 |
| S-20   | 新井恵匠   | 30期 |
| S-25   | 内山高秀   | 26期 |
| S-28   | 岩田行雄   | 15期 |
| S-34   | 田村治郎   | 30期 |
| S-40   | 吉原恭佑   | 32期 |

| ランク | 選手名   | 期別 |
| ------ | -------- | ---- |
| S-6    | 中村雅人 | 28期 |
| S-8    | 永井大介 | 25期 |
| S-14   | 若井友和 | 25期 |
| S-15   | 佐藤摩弥 | 31期 |
| S-19   | 佐藤裕二 | 24期 |
| S-23   | 平田雅崇 | 29期 |
| S-26   | 岩田裕臣 | 31期 |
| S-27   | 山田達也 | 28期 |

| ランク | 選手名     | 期別 |
| ------ | ---------- | ---- |
| S-2    | 鈴木圭一郎 | 32期 |
| S-4    | 伊藤信夫   | 24期 |
| S-5    | 木村武之   | 26期 |
| S-11   | 金子大輔   | 29期 |
| S-12   | 佐藤貴也   | 29期 |
| S-33   | 青島正樹   | 22期 |
| S-44   | 中村友和   | 32期 |
| S-47   | 渡辺篤     | 31期 |

| ランク | 選手名     | 期別 |
| ------ | ---------- | ---- |
| S-9    | 佐々木啓   | 23期 |
| S-17   | 松尾啓史   | 26期 |
| S-21   | 丸山智史   | 31期 |
| S-30   | 藤岡一樹   | 29期 |
| S-37   | 丹村飛竜   | 29期 |
| S-38   | 西村龍太郎 | 25期 |
| S-41   | 角南一如   | 27期 |
| A-1    | 岩崎亮一   | 25期 |

| ランク | 選手名   | 期別 |
| ------ | -------- | ---- |
| S-7    | 荒尾聡   | 27期 |
| S-13   | 篠原睦   | 26期 |
| S-18   | 浦田信輔 | 23期 |
| S-22   | 有吉辰也 | 25期 |
| S-29   | 森本優佑 | 31期 |
| S-31   | 重富大輔 | 27期 |
| S-32   | 岩見貴史 | 29期 |
| S-35   | 久門徹   | 26期 |

### 日程
- トライアル戦（予選）「地区No.1決定戦」（2021年前期GIの初日）を下記の日程で実施

| 日時          | トライアル戦 「地区No.1決定戦」                      | 開催場               | 1着      | 2着        |
| ------------- | ---------------------------------------------------- | -------------------- | -------- | ---------- |
| 2021年4月14日 | 「山陽No.1決定戦」GI令和グランドチャンピオンカップ   | 山陽オートレース場   | 佐々木啓 | 松尾啓史   |
| 2021年5月12日 | 「浜松No.1決定戦」GIゴールデンレース                 | 浜松オートレース場   | 渡辺篤   | 鈴木圭一郎 |
| 2021年6月9日  | 「飯塚No.1決定戦」GIダイヤモンドレース               | 飯塚オートレース場   | 有吉辰也 | 篠原睦     |
| 2020年8月25日 | 「川口No.1決定戦」GIキューポラ杯                     | 川口オートレース場   | 永井大介 | 平田雅崇   |
| 2020年9月8日  | 「伊勢崎No.1決定戦」GIムーンライトチャンピオンカップ | 伊勢崎オートレース場 | 高橋貢   | 青山周平   |

### 「オートレースNo.1決定戦」出場選手
- 下記の各トライアル戦1着4名及び2着4名（2021年度前期適用ランク上位者）が2021年10月23日（開催初日）に伊勢崎オートレース場で実施される「オートレースNo.1決定戦」へ出場

| 前期ランク | 選手名     | 予選成績              | 所属   | 期別 |
| ---------- | ---------- | --------------------- | ------ | ---- |
| S-8        | 永井大介   | 川口No.1決定戦・1着   | 川口   | 25期 |
| S-9        | 佐々木啓   | 山陽No.1決定戦・1着   | 山陽   | 23期 |
| S-22       | 有吉辰也   | 飯塚No.1決定戦・1着   | 飯塚   | 25期 |
| S-47       | 渡辺篤     | 浜松No.1決定戦・1着   | 浜松   | 31期 |
| S-1        | 青山周平   | 伊勢崎No.1決定戦・2着 | 伊勢崎 | 31期 |
| S-2        | 鈴木圭一郎 | 浜松No.1決定戦・2着   | 浜松   | 32期 |
| S-13       | 篠原睦     | 飯塚No.1決定戦・2着   | 飯塚   | 26期 |
| S-17       | 松尾啓史   | 山陽No.1決定戦・2着   | 山陽   | 26期 |

| 前期ランク | 選手名   | 予選成績            | 所属 | 期別 |
| ---------- | -------- | ------------------- | ---- | ---- |
| S-23       | 平田雅崇 | 川口No.1決定戦・2着 | 川口 | 29期 |

※伊勢崎No.1決定戦・1着だった高橋貢は家事都合のため欠場。

## 歴代勝利者
| 回数 | 開催日         | 開催場               | 勝利者   | 年齢（当時） | 競走タイム | 競走車呼名 | 競走車車名 |
| ---- | -------------- | -------------------- | -------- | ------------ | ---------- | ---------- | ---------- |
| 1    | 2020年11月7日  | 川口オートレース場   | 青山周平 | 36           | 3.368      | ハルク・73 | セア       |
| 2    | 2021年10月23日 | 伊勢崎オートレース場 | 青山周平 | 37           | 3.335      | ハルク・73 | セア       |

## 企画レース
2021年の「オートレース発祥記念レース」は、開催初日（10月23日）に「オートレースNo.1決定戦」を行うとともに同年10月23日、24日の2日間、伊勢崎オートレース場で「オッズパーク杯 オートレースセンバツ甲子園」を開催。2日間オールポイント制で、2日間の合計ポイントにより各支部対抗で優勝を争う。あっせん選手は各支部ともS級、A級、B級ほぼ同数の選手をあっせんする。

| 着順       | 1着 | 2着 | 3着 | 4着 | 5着 | 6着 | 7着 | 8着 |
| 順位得点   | 8点 | 6点 | 5点 | 4点 | 3点 | 2点 | 1点 | 0点 |
| タイム得点 | 8点 | 6点 | 5点 | 4点 | 3点 | 2点 | 1点 | 0点 |

| 着順       | 1着  | 2着 | 3着 | 4着 | 5着 | 6着 | 7着 | 8着 |
| 順位得点   | 10点 | 8点 | 7点 | 6点 | 6点 | 6点 | 6点 | 6点 |
| タイム得点 | 10点 | 8点 | 7点 | 6点 | 6点 | 6点 | 6点 | 6点 |

※参加人数が減少した場合は、一番少ない支部の人数に合わせ、得点上位順からの合計得点となる
- 最終結果

| 順位 | 各支部     | ポイント |
| ---- | ---------- | -------- |
| 1位  | 伊勢崎支部 | 339pt    |
| 2位  | 浜松支部   | 288pt    |
| 3位  | 飯塚支部   | 279pt    |
| 4位  | 川口支部   | 264pt    |
| 5位  | 山陽支部   | 244pt    |

## キャンペーン
2020年のオートレースNo.1決定戦では、各「地区No.1決定戦」を対象に1着当てクイズを実施し当たった方から抽選で70周年記念限定Tシャツとハンドタオルをセットでプレゼント。また、2020年11月7日に開催される「オートレースNo.1決定戦」では1着当てクイズを実施し、当たった方から抽選で「70名」に70周年記念クオカード（500円分）をプレゼント。

## エピソード
- 2020年11月7日から11月9日の期間は「オートレース発祥70周年記念レース ～オートレースNo.1決定戦～」の名称で開催され、この開催の優勝者は青山周平。開催初日の「オートレースNo.1決定戦」1着を含む、3日間全て1着入線の完全優勝だった[14][15]。
- 開催初日（2020年11月7日）、イベント企画として1レースから12レースまでの勝利者がオープンカーでウイニングランを実施。サイン入り帽子の投げ込みも行われた。また、第12R「オートレースNo.1決定戦」のCS放送内では、かつて船橋オートレース場（2016年3月31日廃止）のCS放送で使用された試走・投票締切・スタート前の各BGMが使用された[16]。